# رمون تالو
رمون تالو (فرانسوی: Raymond Talleux‎؛ ۲ مارس ۱۹۰۱ – ۲۱ مارس ۱۹۸۲) قایقران روئینگ اهل فرانسه بود.
وی در مسابقات کشوری و بین‌المللی در مجموع برندهٔ ۱ مدال نقره، ۱ مدال برنز شده‌است.